# Tarwegras

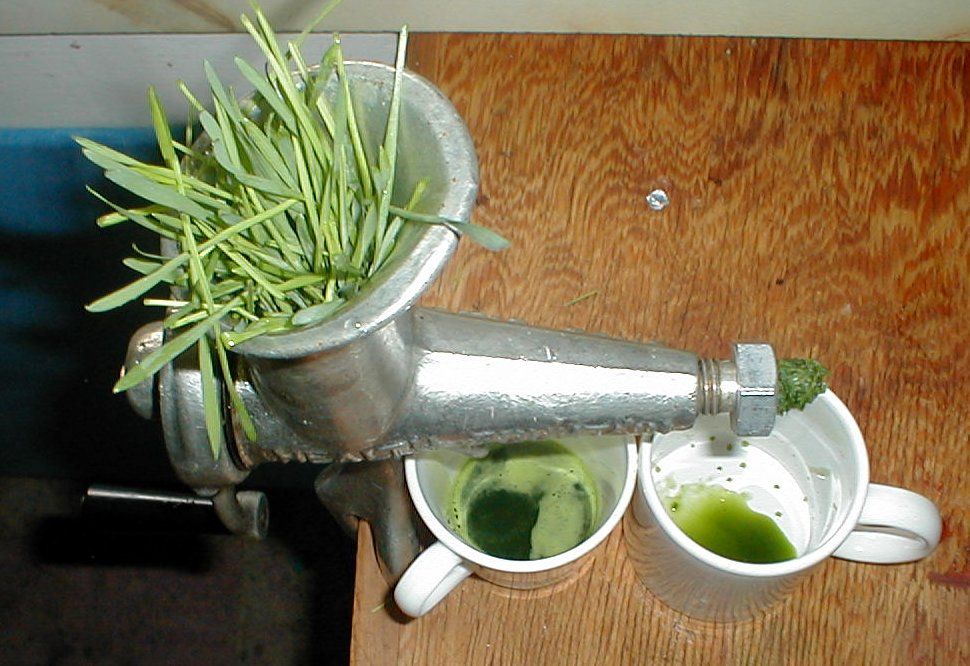
Sapmachine die tarwegras vermaalt.

Tarwegras bestaat uit de jonge scheuten van gewone tarwe (Triticum aestivum). Door tarwekorrels te laten ontkiemen en daarna in aarde te laten groeien, ontstaan de scheuten. Dit zijn plantjes met lijnvormige grasbladeren.

## Sap
Ann Wigmore (1909-1994) introduceerde tarwegras zo'n 30 jaar geleden in de Verenigde Staten. Omdat het lichaam niet in staat is om de stugge vezels van het tarwegras te verteren, wordt tarwegras geperst met behulp van een speciale slowjuicer. Op deze wijze komt het sap van tarwegras vrij. De pulp die na het persen overblijft, werd vroeger in de natuurgeneeskunde in de Verenigde Staten soms gebruikt voor het behandelen van wonden, zweren en huidziekten. Het sap wordt in de Verenigde Staten, Canada, Australië, Azië, Engeland, Israël, maar ook in Nederland in sapbars verkocht. Het product wordt allerlei gezondheidsbevorderende kwaliteiten toegedicht.

## Vermeende medicinale werking
Er zijn vrijwel geen wetenschappelijke studies die de claims over de medicinale werking van tarwegras ondersteunen. De geneeskrachtige werking op tumoren en kanker wordt door de huidige staat van kennis dan ook niet ondersteund. Een kleine studie in 2002 heeft overigens wel aangetoond dat het kan helpen bij pijnen, ontsteking en rectale bloedingen. De Amerikaanse gezondheidsorganisatie stelt echter dat vertrouwen op een tarwegrasdieet in combinatie met ziekte ernstige gezondheidsgevolgen kan hebben.
Voedingsanalyses laten zien dat de voedingswaarde van tarwegras relatief hoog is, maar dat een gevarieerd dieet van verschillende groenten, fruit en andere plantaardige producten veel rijker en gezonder is dan een monotoon tarwegrasdieet. Tarwegras wordt vooral genuttigd door een kleine groep enthousiastelingen, vaak in de context van veganisme en alternatieve geneeskunde. Via een complexe bereidingswijze wordt het door menig bedrijf verkocht in de vorm van sappen, poeders of sprays.